# Theodor Franz Schild
Theodor Franz Schild (Wenen, 26 augustus 1859 – Wenen, 5 september 1929) was een Oostenrijks componist.

## Levensloop
Schild kreeg van zijn vader Martin Schild, die zelf kapelmeester en muziekleraar was, de eerste muzieklessen. Zijn leraar Joseph Arthur Rotter maakte hem enthousiast voor kerkmuziek, met die waarmee Schild zich aanvankelijk bezighield. Vanaf 1881 ontdekte hij zijn voorliefde voor de Weense volksmuziek en componeerde liederen en couplets voor folklore zangers en volksmuzikanten. Verschillende werken vonden ingang in het repertoire van de harmonieorkesten en vooral van de militaire muziekkorpsen.
Zijn toneelwerken ontstonden voor theater in de Weense wijken Rudolfsheim en Döbling. Van 1886 tot 1926 werkte Schild in de muziekuitgave Robitschek in Wenen. Hij ligt op de centrale begraafplaats van Wenen begraven

## Composities

### Werken voor harmonieorkest
- 1890 D' Banda kommt!, mars, op. 15 - tekst: Carl Lorens (opgedragen aan kapelmeester Joseph Franz Wagner)
- 1893 Schützenmarsch (marcia dei tiratori)
- 1900 Wellen und Wogen, wals
- 1914 Siegesklänge, mars
- A echter Weana
- Auf hoher See
- Deutschmeister Franz'l-Marsch
- Erzherzog Johann-Marsch
- Fix Laudon-Marsch
- Hurrah, die Regimentsmusik
- Immer flott
- Jetzt kommt das Militär
- Kaiserjäger Marsch
- Kirnbacher-Marsch
- Kling! Klang! - Marsch, op. 305
- Mein Wien
- Österreichischer Jubel-Marsch
- "'s höchste Regiment
- Unserm Kaiser allzeit getreu

### Vocale muziek
- 1910 Schöne Menschen hab'n ka Glück, couplet voor 1 tot 2 zangstemmen en piano - tekst: Nicolaas van Flüe
- "Das is 'n Weaner sein Schan'", couplet voon zanger en piano - tekst: Karl Schmitter
- Im Prater is das höchste Leben, couplet voor zanger en piano
- Muatterl, Muatterl geh´verzeih´mir!, voor zang en piano - tekst: Gustav Reimer
- Pfuert Gott Mein Liebes Wien, voor zang en piano
- Wann's schön am Sonntag is (ui jegerl, ui, a Wetter kummt), voor zang en piano - tekst: Ludwig Jamöck
- Wiener G'stanzeln, voor zang en piano

### Werken voor piano
- An die Front